# Gran Premio Ciclista la Marsellesa 2021
La 42.ª edición de la clásica ciclista Gran Premio Ciclista la Marsellesa fue una carrera en Francia que se celebró el 31 de enero de 2021 con inicio y final en la ciudad de Marsella sobre un recorrido de 171 kilómetros.
La carrera formó parte del UCI Europe Tour 2021, calendario ciclístico de los Circuitos Continentales UCI dentro de la categoría 1.1 y fue ganada por el francés Aurélien Paret-Peintre del AG2R Citroën. Completaron el podio, como segundo y tercer clasificado respectivamente, los también franceses Thomas Boudat del Arkéa Samsic y Bryan Coquard del B&B Hotels p/b KTM.

## Equipos participantes
Tomaron parte en la carrera 17 equipos: 7 de categoría UCI WorldTeam, 8 de categoría UCI ProTeam y 2 de categoría Continental. Formaron así un pelotón de 119 ciclistas de los que acabaron 110. Los equipos participantes fueron:
| WorldTeams (7)- AG2R Citroën Team - Cofidis - EF Education-Nippo - Groupama-FDJ - Intermarché-Wanty-Gobert Matériaux - Lotto Soudal - UAE Team Emirates ProTeams (8)- Delko - B&B Hotels p/b KTM - Bingoal-WB - Arkéa-Samsic - Total Direct Énergie - Sport Vlaanderen-Baloise - Equipo Kern Pharma - Caja Rural-Seguros RGA Equipos continentales (2)- Saint Michel-Auber 93 - Xelliss-Roubaix Lille Métropole |
| |

Esta edición se emite por primera vez en directo por televisión en el canal Eurosport.

## Clasificación final
- Las clasificaciones finalizaron de la siguiente forma:[3]

| \| Clasificación general \| Clasificación general \| Clasificación general \| Clasificación general \| Clasificación general \| \| Ciclista \| Ciclista \| Equipo \| Tiempo \| \| \| --------------------- \| ---------------------- \| ---------------------------------- \| --------------------- \| --------------------- \| \| 1.º \| Aurélien Paret-Peintre \| AG2R Citroën Team \| 4 h 24 min 29 s \| \| \| 2.º \| Thomas Boudat \| Arkéa-Samsic \| + 0 s \| \| \| 3.º \| Bryan Coquard \| B&B Hotels p/b KTM \| + 0 s \| \| \| 4.º \| Francisco Galván \| Equipo Kern Pharma \| + 0 s \| \| \| 5.º \| Arjen Livyns \| Bingoal-WB \| + 0 s \| \| \| 6.º \| Tim Wellens \| Lotto-Soudal \| + 0 s \| \| \| 7.º \| Matteo Trentin \| UAE Team Emirates \| + 0 s \| \| \| 8.º \| Lilian Calmejane \| AG2R Citroën Team \| + 0 s \| \| \| 9.º \| Julien El Fares \| EF Education-Nippo \| + 0 s \| \| \| 10.º \| Odd Christian Eiking \| Intermarché-Wanty-Gobert Matériaux \| + 0 s \| \| |                        |                                    |                 |
| |                        |                                    |                 |
| Fuente: ProCyclingStats |                        |                                    |                 |
| Clasificación general |                        |                                    |                 |
| Ciclista | Ciclista               | Equipo                             | Tiempo          |
| 1.º | Aurélien Paret-Peintre | AG2R Citroën Team                  | 4 h 24 min 29 s |
| 2.º | Thomas Boudat          | Arkéa-Samsic                       | + 0 s           |
| 3.º | Bryan Coquard          | B&B Hotels p/b KTM                 | + 0 s           |
| 4.º | Francisco Galván       | Equipo Kern Pharma                 | + 0 s           |
| 5.º | Arjen Livyns           | Bingoal-WB                         | + 0 s           |
| 6.º | Tim Wellens            | Lotto-Soudal                       | + 0 s           |
| 7.º | Matteo Trentin         | UAE Team Emirates                  | + 0 s           |
| 8.º | Lilian Calmejane       | AG2R Citroën Team                  | + 0 s           |
| 9.º | Julien El Fares        | EF Education-Nippo                 | + 0 s           |
| 10.º | Odd Christian Eiking   | Intermarché-Wanty-Gobert Matériaux | + 0 s           |

## Ciclistas participantes y posiciones finales
Convenciones:
- AB-N: Abandono en la etapa "N"
- FLT-N: Retiro por llegada fuera del límite de tiempo en la etapa "N"
- NTS-N: No tomó la salida para la etapa "N"
- DES-N: Descalificado o expulsado en la etapa "N"

## UCI World Ranking
El Gran Premio Ciclista la Marsellesa otorgó puntos para el UCI World Ranking para corredores de los equipos en las categorías UCI WorldTeam, UCI ProTeam y Continental. Las siguientes tablas muestran el baremo de puntuación y los 10 corredores que obtuvieron más puntos:
| Posición   | 1.º | 2.º | 3.º | 4.º | 5.º | 6.º | 7.º | 8.º | 9.º | 10.º | 11.º | 12.º | 13.º-15.º | 16.º-25.º |
| Puntuación | 125 | 85  | 70  | 60  | 50  | 40  | 35  | 30  | 25  | 20   | 15   | 10   | 5         | 3         |

| Clasificación |                        |                                    |        |
| Posición      | Ciclista               | Equipo                             | Puntos |
| ------------- | ---------------------- | ---------------------------------- | ------ |
| 1.º           | Aurélien Paret-Peintre | AG2R Citroën                       | 125    |
| 2.º           | Thomas Boudat          | Arkéa Samsic                       | 85     |
| 3.º           | Bryan Coquard          | B&B Hotels p/b KTM                 | 70     |
| 4.º           | Francisco Galván       | Kern Pharma                        | 60     |
| 5.º           | Arjen Livyns           | Bingoal-WB                         | 50     |
| 6.º           | Tim Wellens            | Lotto Soudal                       | 40     |
| 7.º           | Matteo Trentin         | UAE Emirates                       | 35     |
| 8.º           | Lilian Calmejane       | AG2R Citroën                       | 30     |
| 9.º           | Julien El Fares        | EF Education-NIPPO                 | 25     |
| 10.º          | Odd Christian Eiking   | Intermarché-Wanty-Gobert Matériaux | 20     |